# 八千代松陰中学校・高等学校
八千代松陰中学校・高等学校（やちよしょういんちゅうがっこう・こうとうがっこう）は、千葉県八千代市村上に所在し、中高一貫教育を提供する私立中学校・高等学校。

## 概要
校名は幕末の思想・教育家、吉田松陰に由来。吉田松陰の松下村塾をモデルとし、地元選出の衆議院議員江口一雄が八千代市村上の松林の土地を、創立者山口久太に無償で提供した。
山口が文武両道を奨励した。神奈川県の桐蔭学園沿革
- 1978年 - 山口久太が八千代松陰高等学校（学校法人八千代松陰学園）を創立。理事長兼校長には山口が、副理事長には江口一雄が就任。
- 1982年 - 八千代松陰中学校が併設され、中高6ケ年一貫教育がスタート。
- 1988年 - ニュージーランドのトリニティスクールズと姉妹校協定を結ぶ。
- 1990年 - 大型コンピュータを導入。
- 1991年 - IGS（特進）コースが設置され、海外語学研修がスタート。
- 1992年 - オーストラリアのオールセインツカレッジと姉妹校協定を結ぶ[2]。
- 1994年 - 大韓民国の培英高等学校・中学校と姉妹校協定を結ぶ。
- 2005年 - 第30期生入学。創立30周年記念事業として校舎・施設等の建て替え工事が始まる。
- 2007年 - 創立30周年記念事業として校舎・施設の建て替え工事が完了する。
- 2008年 - 櫻井慶治画伯の絵画13点が展示される。
- 2010年 - グラウンド整備開始。
- 2011年 - グラウンド整備完了。
- 2013年 - 中・高ともに制服を改定。
- 2017年 - ICTネットワーク教育環境整備工事が始まる。
- 2019年 - カナダのケイトアンドリュース高等学校と姉妹校協定を結ぶ。
- 2021年 - IGSコースとは別に、新たにAEM（英数特進）コースが設置。
- 2024年 - 中学校に、IGS(6ヵ年特進)コースが設立。

## 校風
「さわやかな印象」「はつらつとした行動」「ひたむきな姿勢」をスクールカラーとしている。生徒の自主性を尊重した自由闊達な校風が特長である。また、生徒個々の「持ち味を生かす教育」を行っている。学期ごとに各学年から一人ずつ「さわやか賞」「はつらつ賞」「ひたむき賞」が選出され、賞状と記念品が授与される。

## 教育目標・方針

### 教育目標
- 明日の国際社会を担う個性豊かな青少年の育成を目指す
- 学習とクラブ活動との両立をはかり、心身の鍛錬を目指す
- 知性と教養を深め、マナーを重んじ、社会に感謝する心を育む

### 教育方針
- 画一性を排し、個性を伸ばす
- 能力・適性・進路に合った教育
- 個々の進路希望を実現させる
- マナー重視の豊かな人間教育
- 気力・体力・フェアプレーの精神を培う
- 学習とクラブ活動の両立を目指す
- 未来に目を向け、国際感覚を伸ばす

## 歴代理事長・学校長

### 歴代理事長
- 初代：山口久太（1978年〜1993年）
- 2代：江口一雄（1993年〜2014年）
- 3代：竹川威（2015年〜2024年）
- 4代：櫻井丸（2025年〜)

### 歴代学校長
- 初代：山口久太（1978年〜1989年）
- 2代：山下章（1989年〜2004年）
- 3代：三岡稔廸（2004年〜2008年）
- 4代：山村幹緒（2008年〜2011年）
- 5代：竹川威（2011年〜2018年）
- 6代：平野克也（2018年〜2020年）
- 7代：櫻井丸（2020年～)

## 主な特徴

### 施設・設備
キャンパスの広さは15万平方メートルを超え、東京ドーム3つ分の広さがある。3つのコンピュータ室、メディアセンターなどの学習設備、カフェテリア、競技別の10のグラウンドをはじめ、第1体育館（アリーナ、柔道場、剣道場、卓球場、体操場）、第2体育館（アリーナ、ウエイト場、ピロティー（屋内の人工芝施設）、プール、テニスコートなど）の施設・設備がある。グラウンドは、タータントラック（ラグビー場）や、全面人工芝のサッカーグラウンド、野球場などがある。公式戦で使用場合もある。第二体育館にはエアコンが設置された。
教室は黒板ではなくてすべてホワイトボードになっている。すべての教室にプロジェクターが設置されており、教員の画面などを見ることができる。生徒一人ひとりがChromebookを持っているため活用する授業が多くある。友達とスライドを一緒に作成して発表をしたり、レポート作成などがある。

### レッスンルーム制
中高ともに、授業ごとにその能力に応じてクラスを編成する「レッスンルーム（LR）制」（習熟度別クラス）を導入している。

#### 中学校
レッスンルームコースにおいて、主要5教科（国語・数学・英語・理科・社会）で、教科ごとにLRが編成される。実技教科はホームルーム（HR）クラスで受ける。
1年次〜2年次2学期末までは、主要3教科が5段階のLR、理科社会3段階のLRで編成され、定期試験やベネッセの模試の結果でLRの入れ替えが行われる。
2年次3学期以降は、国語・数学・英語において、特進コース(IGSコース、AEMコース)入学を目指し発展的な学習を行うLR A・Bと、基礎学力を養成するLR 1・2・3に分けて編成される。試験問題がA・Bと 1・2・3で異なることから、LR入れ替えの際はLR A・BとLR 1・2・3は別々に行われる。そのため、一度A・Bクラスに入ると1・2・3クラスになることはなく、逆に1・2・3クラスからA・Bクラスになることもない。理科・社会はこれまで通りのLR編成である。なお、LR1・2・3からでも特進コースを目指すことができる。　
3学期の高校入試終了後は、主要３教科においては特進コース進学者と進学コース進学者でLRが分けられ、授業が行われる。理科・社会はこれまで通り。
LRA・Bの生徒はAEMコース、IGSコース1組（内部進学生のみ）、IGSコース2組、進学コースと選択できる。LR1・2・3の生徒はAEMコース、IGSコース2組、進学コースと選択できる。IGSコース1組を選択することができない。

#### 高校
高校は、各学年3つのグループに別れており、各グループ4〜6クラス程度ある。入学した年度を3で割って割り切れる代がE、F、Gグループ、入学した年度を3で割って1余る代がK、L、Mグループ、入学した年度を3で割って2余る代がA、B、Cグループとなっている。各学年A、E、KグループがAEM、IGSコース、B、C、F、G、L、Mグループが進学コースとなっている。また、これらのくくりの他に、選択科目による基礎LRという大きなくくりがある。定期試験ごとにLRのクラスが入れ替わる。基礎LRは成績順ではないが、LRは成績順で分けられている。
なお、実技科目は基礎LRごとに受けるため、HRクラスで受けることはない。

### 選択科目
選択科目の実施は高校のみとなっている。

#### 芸術（1年次）
「音楽Ⅰ」「美術Ⅰ」「書道Ⅰ」のいずれか1つを選択し、1年間かけて履修する。

#### 理科【社会】（2年次）
理系選択者の中で「物理」「化学」を選んだ人は1学期期末テストまで「物理基礎」を履修する。その後、2学期中間テストから学年末テストまでに選択をした「物理」「化学」をそれぞれ履修していく。
理系選択者の中でも「生物」を選んだ人は1年間を通して「生物」を履修する。理科基礎科目は「物理」「化学」とは違って「地学基礎」を履修する。
文系選択の人は「地学基礎」を一年間履修する。なお、理科、社会は特進コースの生徒と合同で授業を行う

#### 武道（3年次）
男子は、「柔道」「剣道」のどちらかを履修する。

#### 3年次
3年次では選択科目がさらに増え、H帯・I帯・J帯・K帯・L帯の5ブロックに分けられ週18時間履修する。
また、これらの科目では、特進コースの生徒と合同で授業を行うことがある。

### 進学コース
1学年12クラス程度。2〜7段階の習熟度別クラス（LR）授業が行われ、2年次にHRクラス替えが行われる。3年次にはHRの入れ替えがない。

### IGS（特進）コース
特進クラスである。HRクラス替えがなく、3年間同一クラスで学びを深める。学級担任も特別な場合がなければ変わることがない。
1年次は、進学コースのようにLR制での授業は行われず、実技科目を除く全教科をHRクラスで受ける。
2年次以降は、選択教科ではLR制が導入されるが、必修科目はこれまで通りHRクラスで受ける（理科・社会は進学コースの人と合同でのLR授業）。
※数学は必修科目だが2年時はIGSコース内でのLR制
これまで「付属中出身者（内進生）のみのクラス」1クラス（IGS1組）と「高校から入学する生徒（高入生）・内進生の混合クラス」2クラス（IGS2組）の計3クラスに分けられていたが、2019年度入学生は「内進生のみのクラス（IGS1組）」が2クラスに増え、計4クラスとなった。
2020年度入学生は「内進生のみのクラス（IGS1組）」が1クラスに減ったが、「高入生・内進生の混合クラス（IGS2組）」が3クラスに増え、変わらず4クラスとなっている。
2021年度入学生は「内進生のみのクラス（IGS1組）」が2クラス、「高入生・内進生の混合クラス（IGS2組）」が3クラスになり計5クラスとなった。
2022年度入学生は、「内進生のみのクラス（IGS1組）」が1クラス、「高入生・内進生の混合クラス（IGS2組）」が2クラスとなった。
2023年度入学生は、「内進生のみのクラス（IGS1組）」が1クラス、「高入生・内進生の混合クラス（IGS2組）」が2クラスとなった。
2024年度入学生は、「内進生のみのクラス（IGS1組）」が1クラス、「高入生・内進生の混合クラス（IGS2組）」が4クラスになり計5クラスとなった。
2025年度入学生は、「内進生のみのクラス（IGS1組）」が1クラス、「高入生・内進生の混合クラス（IGS2組）」が2クラスとなった。
7時間目は、「内進生のみのクラス（IGS1組）」は帰宅、部活参加、授業参加と選べるが、「高入生・内進生の混合クラス（IGS2組）」は部活参加、授業参加しか選ぶことができない。7時間目は火曜日、木曜日、金曜日に行われる。
英会話や受験対策など英語を中心とした授業を行うほか、夏休みには、4泊5日の日程で「サマースクール」という勉強合宿が行われる（希望者のみ）。
また、2年次の6月末から7月中旬にかけ、希望者はアメリカ西海岸にある大学で語学研修を約2週間行う。
2024年度より、中学校にIGS（6ヵ年）コースが新設された。現存する高校のIGS（特進）コースと、AEM（英数特進）コースの特徴を6ヵ年の中にバランスよく散りばめたコースで，キャリアデザインの構築の為に、多種多様な課外活動を実施し、考える力を養う。また、中1の3学期にベトナムへ渡航し、海外経験も積む。週に二時間、放課後に行われる特別授業や、高校のIGS生によるチューター制度などで，高2終了次までに一通りの学習を終わらせ，難関大学への合格を目指す。

### AEM（英数特進）コース
2021年度から新しく新設された特進コース。附属中出身者を含めたクラスが1クラス。
東京大学や京都大学などの最難関国公立大学や医学部、海外大学を目指すコース。7時間目があり進学補講（ESTゼミ）と呼ばれている。ESTゼミは月曜日以外毎日行われている。90分週2回の「数学ESTゼミ」、50分週1回の「英語ESTゼミ」に加えて、50分週1回の「理科ESTゼミ」を実施している。理科では実験をしたりしている。
ブリティッシュヒルズ（福島県）で、3泊4日の英語合宿など英語に特化した特別講習などがある。
定期テストはほとんどない。国語、社会のみ定期テストがある。それ以外の科目は模試などの点数によって成績（評定）が出る。
高2課程の修了と同時に、高校3年間の履修内容をほぼ終える。3年次は入試科目演習、資格試験対策を中心に授業が展開される。
理系選択者が多数を占めるが、文系選択者も数人いる。

### 土曜講座
2020年度から土曜日授業が廃止になった。その代わり、2020年度から土曜講座が始まった。自分でやりたいと思ったもののみ受講をすることができる。有料講座も存在するが、ハイレベル講座や卒業生の方の講演、企業の方に来ていただくなど様々な講座がある。オンライン、教室での対面講座、ハイブリッドなど受講形態を選べるものもある。生徒が講座を主催するものもあり、これらの経験は総合型選抜や小論文などにたいへん役立っており、生徒の進路の幅を大きく広げている。

## 学校

### 中学校
- 4月：入学式
- 6月：文化祭（松陰祭）
- 7月：クラブ活動壮行会
- 8月：サマースクール（中3希望者対象：成田）
- 10月：体育祭、芸術鑑賞会
- 11月：授業参観、 1年生1泊研修（館山方面）
- 12月：合唱コンクール（1年）
- 2月：校外学習
- 3月：修学旅行（中2：京都・奈良方面）、合唱コンクール（3年）、修了式・離任式

※中高一貫教育という性質上、中学校単体での卒業式は行われない。卒業証書は修了式後に個別に授与される。

### 高校
- 4月：入学式、校外学習（高2：横浜、高3：東京ディズニーランド）
- 6月：文化祭（松陰祭）
- 7月：語学研修（IGSコース2年生希望者対象：アメリカ西海岸）
- 8月：サマースクール（校内）
- 10月：体育祭
- 11月：1年生1泊研修、松陰ルミナリエ点灯式、スクールコンサート、校外学習（高2：鎌倉）
- 12月：ウィンタースクール（高3希望者対象：成田）※IGSコースは全学年対象
- 2月：修学旅行（高2：山口・長崎方面）、予餞会
- 3月：卒業式、修了式・離任式

※校外学習、遠足、修学旅行、その他校外活動の行先は、中高ともに2019年度のもの。

### 主な学校行事

#### 松陰祭
毎年6月上旬に「松陰祭」と呼ばれる文化祭が2日間行われる。特にクラス出店に力を入れており、規模は県内最大級である。
1日目は生徒のみを対象とした校内公開が行われ、2日目には一般公開が行われる。

## クラブ活動

### 中学校
中学校では、全生徒がいずれか1つのクラブに参加する。
運動部も文化部も大変活発で、創立以来、技術を向上させることだけではなく、フェアプレーの精神を学び、マナーを重んじる方針をとってきた。それが、多くのクラブの全国大会出場につながっていると言えるだろう。
- 野球
- 男子サッカー
- 女子サッカー
- ラグビー
- 新体操
- ソフトボール
- 陸上競技
- 男子バレーボール
- 女子バレーボール
- 男子バスケットボール
- 女子バスケットボール
- 男子硬式テニス
- 女子硬式テニス
- 剣道
- 柔道
- 卓球
- 水泳
- 合唱
- 美術
- 囲碁将棋
- 華道
- 茶道
- 手芸
- 園芸
- 吹奏楽
- 科学
- 英語
- 書道

### 高校
中学校ではクラブが必須だが、高校では必須ではなくなった。
なお、学期中の活動は最終下校時刻(19：00)までに校門をでることとなっている。
※テスト前などでは最終下校が早まることがある
- 硬式野球
- 軟式野球
- 陸上競技
- 男子サッカー
- 女子サッカー
- 男子バスケットボール
- 女子バスケットボール
- 男子硬式テニス
- 女子硬式テニス
- 男子バレーボール
- 女子バレーボール
- 水泳
- 卓球
- 柔道
- 剣道
- ラグビー
- 器械体操
- レスリング
- 新体操
- 女子ソフトボール
- 応援
- 合唱
- 美術
- 囲碁将棋
- 華道
- 茶道
- 手芸
- 園芸
- 吹奏楽
- 落語
- 文芸
- 数学
- 漫画
- 生物
- 化学
- 釣り
- 鉄道模型
- 社会
- ギター
- 報道
- 演劇
- 天文
- 物理
- 映画
- 書道
- 写真
- 調理
- クイズ研究
- 韓国文化研究
- コンピュータ
- 英語

## 通学
主な通学手段としては、自転車や勝田台駅・村上駅発の直通バス（東洋バス）で通学する者が多い。
また、スポーツセンター駅、木下駅、北総鉄道各駅などからは「会員バス」と呼ばれる直通バスが運行されている。

## かつての大学設置構想
創立者の山口は、高校創立時に大学設置構想を持っており、八千代松陰学園において国際人を輩出させるべく、「国際松陰大学（仮称）」を創立する計画があった。1983年（昭和58年）に山口が病に倒れたため学校法人八千代学園理事会により計画永久凍結が決定された。八千代松陰中学校職員室隣に「新大学設置準備室」があった。

## 著名な出身者

### スポーツ
- 大崎栄（長距離走元選手・指導者）
- 今村文男（競歩元選手・指導者）
- 荒井七海（中距離走選手）
- 飯田貴之（長距離走選手）
- 佐藤一世（長距離走選手）
- 高橋義生（プロレスラー）
- 藤田和之（プロレスラー、総合格闘家）
- 江崎史子（元女子柔道選手・ソウルオリンピック銀メダリスト）
- 村田龍一（元柔道選手）
- 角田夏実（女子柔道選手、中学3年まで）
- 米澤重隆（元プロボクサー）
- 加藤博人（元プロ野球選手）
- 度会博文（元プロ野球選手）
- 多田野数人（元プロ野球選手・メジャーリーガー）
- 大場翔太（元プロ野球選手）
- 小林慶祐（プロ野球選手・オイシックス新潟アルビレックスBC）
- 清宮虎多朗（プロ野球選手・北海道日本ハムファイターズ）
- 長岡秀樹 （プロ野球選手・東京ヤクルトスワローズ)
- 伊藤哲也（元サッカー選手）
- 柳澤亘（サッカー選手）
- 大部由美（元女子サッカー選手・日本代表主将）
- 花嶋洋之（元競輪選手）
- 桑島和宏（競艇選手）
- 佐藤大佑（競艇選手）

### 文化・芸能
- 田中美奈子（女優）
- 朝日美穂（歌手）
- 土屋圭輔（俳優）
- 前田剛（俳優、声優）
- 永徳（俳優）
- 山田千鶴（グラビアアイドル、タレント）
- 星野昇子（モデル）
- 斉藤慎二（お笑い芸人：元ジャングルポケット）
- 織田千穂（モデル、ラジオDJ、タレント）
- 鈴木寛之（アーティスト、作曲家）
- ジャンボたかお（お笑い芸人：レインボー）

### その他
- 宮本泰介（政治家）
- 野口賢（漫画家）
- 伊藤計劃（小説家）
- 小西遊馬（映像作家・ジャーナリスト）